# Biexcitó

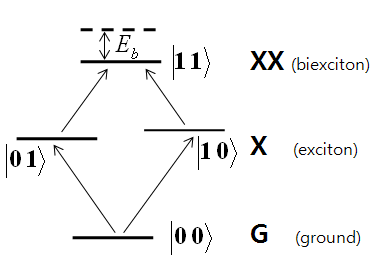
Model per a un únic punt quàntic. és l'energia d'unió de la biexciton.

En la física de la matèria condensada, els biexcitons es creen a partir de dos excitons lliures.
En la informació i la computació quàntica, és essencial construir combinacions coherents d'estats quàntics. Les operacions quàntiques bàsiques es poden realitzar en una seqüència de parells de bits quàntics físicament distingibles i, per tant, es poden il·lustrar amb un sistema senzill de quatre nivells.
En un sistema impulsat òpticament on el {\displaystyle |01\rangle } i {\displaystyle |10\rangle } estats poden ser excitats directament, excitació directa de la part superior {\displaystyle |11\rangle } nivell des de l'estat fonamental {\displaystyle |00\rangle } normalment està prohibit i l'alternativa més eficient és l'excitació coherent no degenerada de dos fotons, utilitzant {\displaystyle |01\rangle } o {\displaystyle |10\rangle } com a estat intermedi.
Existeixen tres possibilitats d'observació de biexcitons:
(a) excitació de la banda d'un excitó a la banda de biexciton (experiments de bomba-sonda);
(b) absorció de llum de dos fotons des de l'estat fonamental fins a l'estat biexciton;
(c) luminescència d'un estat de biexciton format per dos excitons lliures en un sistema d'excitons dens.
La biexciton és una quasi-partícula formada per dos excitons, i la seva energia s'expressa com
{\displaystyle E_{XX}=2E_{X}-E_{b}}
on {\displaystyle E_{XX}} és l'energia biexciton, {\displaystyle E_{X}} és l'energia de l'excitó, i {\displaystyle E_{b}} és l'energia d'unió de la biexciton.
Quan un biexciton s'aniquila, es desintegra en un excitó lliure i un fotó. L'energia del fotó és més petita que la de l'excitó per l'energia d'unió del biexciton, de manera que el pic de luminescència del biexciton apareix al costat de baixa energia del pic de l'excitó.
L'energia d'unió de biexciton en punts quàntics semiconductors ha estat objecte d'un ampli estudi teòric. Com que un biexciton és un compost de dos electrons i dos forats, hem de resoldre un problema de quatre cossos en condicions espacialment restringides. Les energies d'unió de biexciton per als punts quàntics de CuCl, mesurades pel mètode de luminescència selectiva del lloc, van augmentar amb la disminució de la mida del punt quàntic. Les dades estaven ben ajustades per la funció:
{\displaystyle B_{XX}={\frac {c_{1}}{a^{2}}}+{\frac {c_{2}}{a}}+B_{bulk}}
on {\displaystyle B_{XX}} és l'energia d'unió de la biexciton, {\displaystyle a} és el radi dels punts quàntics, {\displaystyle B_{bulk}} és l'energia d'unió del cristall a granel, i {\displaystyle c_{1}} i {\displaystyle c_{2}} són paràmetres adequats.